# Прионежский район
Прионе́жский райо́н (карел. Änižröunan piiri) — административно-территориальная единица (район) и муниципальное образование (муниципальный район) в составе Республики Карелия Российской Федерации.
Администрация района располагается в городе Петрозаводске, не входящем в состав района.
Прионежский район приравнен к районам Крайнего Севера.

## География
Прионежский район находится в юго-восточной части Республики Карелия.
Территория ограничена на востоке и северо-востоке Онежским озером и Петрозаводским городским округом, на севере и северо-западе — Кондопожским и Медвежьегорским районами Республики Карелия, на западе — Пряжинским районом Республики Карелия, на востоке — Пудожским районом Республики Карелии, на юге — Подпорожским районом Ленинградской области.
Общая площадь территории 4475 км².

## Климат
Климат мягкий, умеренно континентальный. Средняя температура января −10.0 °C, июля +16.0 °C.

## История

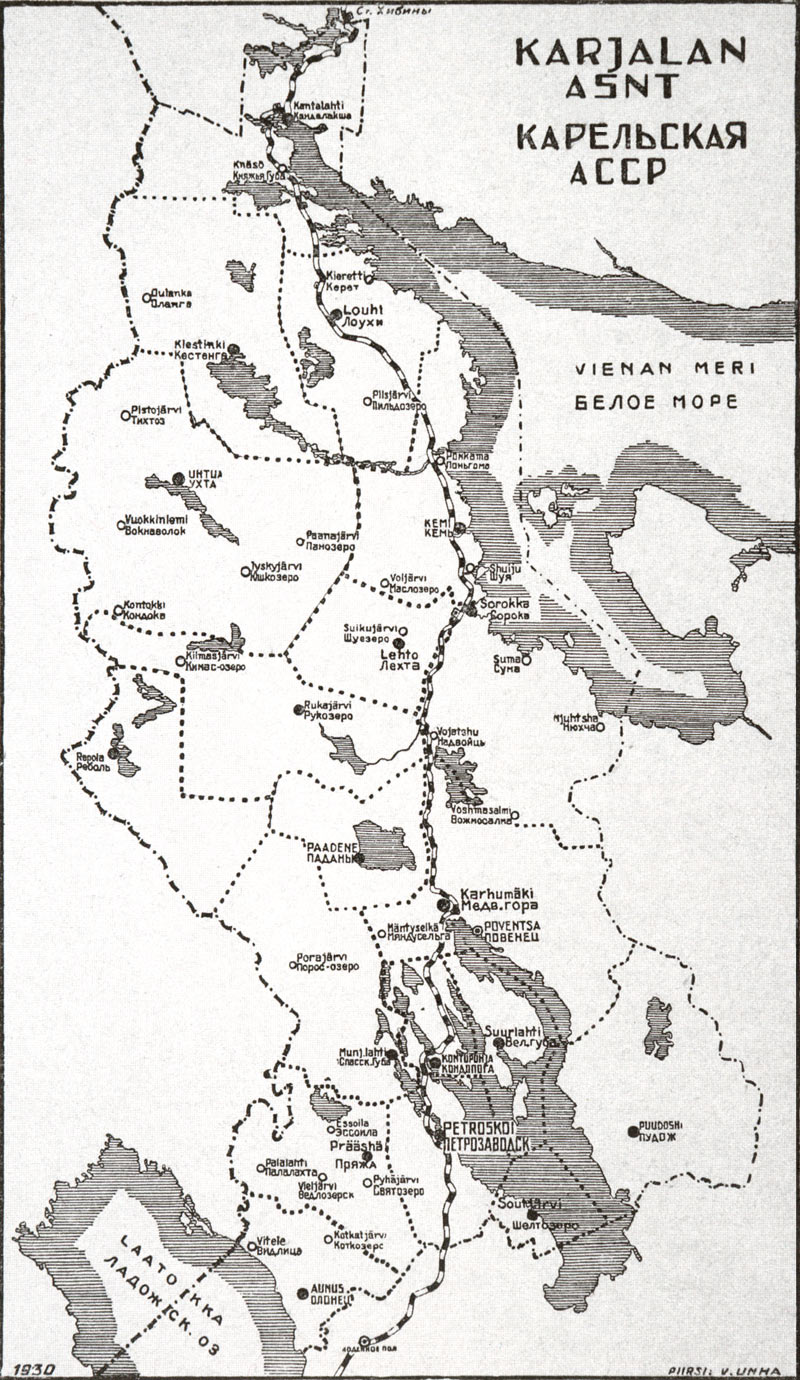
Карта АКССР с границами районов, 1930 год

До 1927 года существовал Петрозаводский уезд, включавший в себя город Петрозаводск. До 1920 года в составе Олонецкой губернии. В июне 1920 года была образована Карельская трудовая коммуна, в которую вошла большая часть Петрозаводского уезда — город Петрозаводск и 10 волостей. В июле 1923 года коммуна переименована в Автономную Карельскую ССР. В 1926 году деление Петрозаводского уезда изменилось: город Петрозаводск и 9 волостей.
В июле 1927 года ЦИК Автономной Карельской ССР (КарЦИК) утвердил план нового деления АКССР — вместо 55 волостей создавалось 26 районов. 29 августа 1927 года президиум ВЦИК издал постановление, и с 1 октября 1927 года на территории АКССР все уезды были упразднены, а вместо них образованы 26 районов. Одним из вновь созданных районов был Прионежский район с центром в городе Петрозаводск — в составе Ладвинской и Прионежской волостей полностью и Шуйской волости без Сунского сельсовета.
20 апреля 1930 года вместо Прионежского района образован Петрозаводский район. Но в декабре 1933 года снова был образован Прионежский район. Петрозаводский городской и районный комитет руководил партийной организацией Петрозаводска и Петрозаводского района до 1935 года. В 1935 году был выделен Прионежский сельский районный комитет партии.
С преобразованием в 1940 году республики в Карело-Финскую ССР район остался в прежних границах. В годы Советско-финской войны (1941—1944) территория района была оккупирована. Территория района была освобождена советскими войсками летом 1944 года в ходе Свирско-Петрозаводской операции. С апреле 1946 года администрация района размещалась в посёлке Ладва, ставшим районным центром.
В 1956 году к Прионежскому району был присоединён Шёлтозерский район.
В 1959 году из Прионежского района в административное подчинение Петрозаводскому городскому Совету депутатов трудящихся передан Ялгубский сельсовет и часть Деревянского сельсовета (деревня Ужесельга, разъезд Онежский Кировской ж.д.).
К началу 1963 года в Карельской АССР было 13 административных районов. В январе 1963 года произошла реорганизация — было образовано 10 более крупных районов: 6 промышленных и 4 сельских. С 1 февраля 1963 года название изменили на Прионежский сельский район, а административное управление было переведено в Петрозаводск. Из подчинённой Петрозаводскому горсовету территории переданы в Прионежский сельский район пгт. Шуя и сельсоветы Виданский и Ялгубский (переименованный в Заозерский).
Через 2 года, в 1965 году, вернули прежнее название — Прионежский район.
20 января 1994 года из состава района выделена Вепсская национальная волость, образованная в границах бывшего Шёлтозерского района.
В ходе муниципальной реформы с 1 января 2006 года получил статус муниципального района; Вепсская национальная волость включена в состав района как 3 сельских поселения: Шокшинское вепсское, Шёлтозерское вепсское и Рыборецкое вепсское.

### Административный центр
- С 2 апреля 1946 по 1 февраля 1963 года — п. Ладва[7].
- с 1 декабря 2004 по 15 апреля 2005 — д. Вилга[6].
- в остальные периоды и в настоящее время[6] — г. Петрозаводск.

## Население
| 1939    | 1959    | 1970    | 1979    | 1989    | 2002    | 2009    | 2010    | 2011    |
| ------- | ------- | ------- | ------- | ------- | ------- | ------- | ------- | ------- |
| 26 983  | ↗28 278 | ↘24 113 | ↘23 562 | ↗25 439 | ↘18 597 | ↗23 100 | ↘21 502 | ↘21 501 |
| 2012    | 2013    | 2014    | 2015    | 2016    | 2017    | 2018    | 2019    | 2020    |
| ↗21 658 | ↘21 527 | ↘21 496 | ↗21 615 | ↗21 829 | ↗21 958 | ↗22 093 | ↗22 259 | ↘22 202 |
| 2021    | 2023    |         |         |         |         |         |         |         |
| ↗22 351 | ↘21 994 |         |         |         |         |         |         |         |

Согласно прогнозу Минэкономразвития России, численность населения будет составлять:
- 2024 — 23,37 тыс. чел.
- 2035 — 25,5 тыс. чел.

### Национальный состав
По итогам переписи населения 2020 года проживали следующие национальности (национальности менее 0,1 % и другое, см. в сноске к строке «Другие»):
| Национальность | Численность, чел. | Доля     |
| -------------- | ----------------- | -------- |
| Русские        | 19 044            | 85,20 %  |
| Вепсы          | 801               | 3,58 %   |
| Карелы         | 429               | 1,92 %   |
| Белорусы       | 305               | 1,36 %   |
| Украинцы       | 273               | 1,22 %   |
| Финны          | 191               | 0,85 %   |
| Армяне         | 170               | 0,76 %   |
| Цыгане         | 62                | 0,28 %   |
| Татары         | 38                | 0,17 %   |
| Таджики        | 35                | 0,16 %   |
| Азербайджанцы  | 28                | 0,13 %   |
| Поляки         | 25                | 0,11 %   |
| Другие         | 950               | 4,26 %   |
| Итого          | 22 351            | 100,00 % |

## Муниципальное деление
В составе Прионежского муниципального района образованы сельские поселения, включающие населённые пункты:
| №  | Муниципальное образование                | Административный центр | Количество населённых пунктов | Население (чел.) | Площадь (км²) |
| -- | ---------------------------------------- | ---------------------- | ----------------------------- | ---------------- | ------------- |
| 1  | Гарнизонное сельское поселение           | посёлок Чална-1        | 2                             | ↘1113            | 52,00         |
| 2  | Деревянкское сельское поселение          | посёлок Деревянка      | 2                             | ↘1796            | 356,48        |
| 3  | Деревянское сельское поселение           | село Деревянное        | 5                             | ↗2062            | 437,14        |
| 4  | Заозерское сельское поселение            | село Заозерье          | 5                             | ↘2478            | 293,70        |
| 5  | Ладва-Веткинское сельское поселение      | посёлок Ладва-Ветка    | 3                             | ↘865             | 698,50        |
| 6  | Ладвинское сельское поселение            | посёлок Ладва          | 2                             | ↘1981            | 390,67        |
| 7  | Мелиоративное сельское поселение         | посёлок Мелиоративный  | 1                             | ↘2173            | 47,44         |
| 8  | Нововилговское сельское поселение        | посёлок Новая Вилга    | 6                             | ↗3028            | 864,55        |
| 9  | Пайское сельское поселение               | посёлок Пай            | 2                             | ↘530             | 307,41        |
| 10 | Рыборецкое вепсское сельское поселение   | село Рыбрека           | 3                             | ↘551             | 188,98        |
| 11 | Шелтозерское вепсское сельское поселение | село Шёлтозеро         | 6                             | ↘1007            | 313,14        |
| 12 | Шокшинское вепсское сельское поселение   | посёлок Кварцитный     | 3                             | ↘862             | 289,50        |
| 13 | Шуйское сельское поселение               | посёлок Шуя            | 10                            | ↗3548            | 235,40        |

## Населённые пункты
В Прионежском районе 51 населённый пункт (в том числе 4 населённых пункта в составе посёлка).
| №  | Населённый пункт   | Тип     | Население | Муниципальное образование                |
| -- | ------------------ | ------- | --------- | ---------------------------------------- |
| 1  | Берёзовые Мосты    | деревня | →4        | Заозерское сельское поселение            |
| 2  | Бесовец            | деревня |           | Шуйское сельское поселение               |
| 3  | Верховье           | деревня |           | Шуйское сельское поселение               |
| 4  | Вехручей           | деревня | ↘77       | Шелтозерское вепсское сельское поселение |
| 5  | Вилга              | деревня | ↗1063     | Нововилговское сельское поселение        |
| 6  | Горное Шёлтозеро   | деревня | →4        | Шелтозерское вепсское сельское поселение |
| 7  | Деревянка          | посёлок | ↘1616     | Деревянкское сельское поселение          |
| 8  | Деревянное         | село    | ↗1266     | Деревянское сельское поселение           |
| 9  | Другая Река        | деревня | ↘89       | Рыборецкое вепсское сельское поселение   |
| 10 | Залесье            | деревня | ↘3        | Шелтозерское вепсское сельское поселение |
| 11 | Заозерье           | село    | ↘1308     | Заозерское сельское поселение            |
| 12 | Ишанино            | деревня | ↘0        | Шелтозерское вепсское сельское поселение |
| 13 | Карельская Деревня | посёлок | ↗14       | Шуйское сельское поселение               |
| 14 | Каскесручей        | деревня | ↘32       | Рыборецкое вепсское сельское поселение   |
| 15 | Кварцитный         | посёлок | ↗14       | Шокшинское вепсское сельское поселение   |
| 16 | Косалма            | деревня | ↗54       | Шуйское сельское поселение               |
| 17 | Ладва              | посёлок | ↘2132     | Ладвинское сельское поселение            |
| 18 | Ладва-Ветка        | посёлок | ↘894      | Ладва-Веткинское сельское поселение      |
| 19 | Лососинное         | деревня | ↗30       | Нововилговское сельское поселение        |
| 20 | Матвеева Сельга    | деревня | ↗8        | Шелтозерское вепсское сельское поселение |
| 21 | Маткачи            | деревня |           | Шуйское сельское поселение               |
| 22 | Машезеро           | деревня | ↗17       | Нововилговское сельское поселение        |
| 23 | Мелиоративный      | посёлок | ↘2173     | Мелиоративное сельское поселение         |
| 24 | Намоево            | деревня | →3        | Шуйское сельское поселение               |
| 25 | Новая Вилга        | посёлок | ↗1765     | Нововилговское сельское поселение        |
| 26 | Новое Лососинное   | посёлок | ↘1        | Нововилговское сельское поселение        |
| 27 | Нырки              | станция | →1        | Ладва-Веткинское сельское поселение      |
| 28 | Орзега             | станция | ↗69       | Деревянское сельское поселение           |
| 29 | Пай                | посёлок | ↘453      | Пайское сельское поселение               |
| 30 | Педасельга         | деревня | ↗151      | Деревянское сельское поселение           |
| 31 | Половина           | деревня | ↗66       | Нововилговское сельское поселение        |
| 32 | Порожек            | деревня | ↘1        | Гарнизонное сельское поселение           |
| 33 | Пухта              | посёлок | ↘103      | Ладвинское сельское поселение            |
| 34 | Пяжиева Сельга     | посёлок | ↘43       | Деревянкское сельское поселение          |
| 35 | Ревсельга          | деревня | →5        | Пайское сельское поселение               |
| 36 | Рыбрека            | село    | ↘427      | Рыборецкое вепсское сельское поселение   |
| 37 | Суйсарь            | деревня | ↘41       | Заозерское сельское поселение            |
| 38 | Суйсарь на острове | деревня | →0        | Заозерское сельское поселение            |
| 39 | Таржеполь          | село    | ↘51       | Ладва-Веткинское сельское поселение      |
| 40 | Ужесельга          | деревня | ↗287      | Деревянское сельское поселение           |
| 41 | Устье              | посёлок | →0        | Шокшинское вепсское сельское поселение   |
| 42 | Уя                 | посёлок | ↗22       | Деревянское сельское поселение           |
| 43 | Царевичи           | деревня | ↗8        | Шуйское сельское поселение               |
| 44 | Чална-1            | посёлок | ↘1814     | Гарнизонное сельское поселение           |
| 45 | Шёлтозеро          | село    | ↘857      | Шелтозерское вепсское сельское поселение |
| 46 | Шокша              | село    | ↗168      | Шокшинское вепсское сельское поселение   |
| 47 | Шуйская            | станция |           | Шуйское сельское поселение               |
| 48 | Шуйская Чупа       | деревня | ↘3        | Шуйское сельское поселение               |
| 49 | Шуя                | посёлок | ↗3290     | Шуйское сельское поселение               |
| 50 | Ялгуба             | деревня | ↘108      | Заозерское сельское поселение            |
| 51 | Яшезеро            | деревня | ↘0        | Шокшинское вепсское сельское поселение   |

## Экономика
Сельское хозяйство — молочное и мясное животноводство крупного рогатого скота и свиней, производство кормов, овощеводство, картофелеводство.
Лесная промышленность — заготовка древесины и деревообработка.
Горная промышленность — добыча щебня, добыча кварцита (ОАО «Карелнеруд», ЗАО «Прионежский габбро-диабаз»).
Туризм — туристические базы отдыха в У́е, Ко́салме, Лососи́нном, Ялгубе и другие.

## Транспорт
Через район проходит федеральная трасса «Кола», автомобильные дороги республиканского значения и три железнодорожные линии Петрозаводского отделения Октябрьской железной дороги.
- Голубая дорога, туристский маршрут

Общая площадь транспортных путей (железные дороги и автодороги с твёрдым покрытием) около 650 км.
Пригородное и междугородное автобусное сообщение организовано из Петрозаводска (регулярные рейсы на станцию Шуйскую, гарнизон Бесовец, Вилгу, посёлок Деревянка, Машезеро, Шапшезеро, Шёлтозеро, Кварцитный, Ладва-Ветку, Другую Реку).
Железнодорожная линия Октябрьской железной дороги Санкт-Петербург — Мурманск. Крупные железнодорожные станции — Шуйская, Деревянка, Ладва, Пай.

## Символика

### Герб
Герб Прионежского района (принят на сессии Прионежского районного совета 24 мая 2001 года) представляет собой в зелёном щите по центру, на фоне солнца в виде золотого полукруга — силуэт стоящего лося с поднятой головой чёрного цвета. С правой стороны к солнцу примыкает стилизованная ель, стоящая на вершине скалы, с левой стороны — керамический горшок с восходящим из него колосом, огибающим край солнца. Все эти элементы герба золотые. Щит обрамлён национальным орнаментом зелёного цвета на сужающихся книзу золотых полях. Щит увенчан двумя стилизованными ветками зелёного цвета и возвышающейся над ними восьмиконечной золотой звездой. В нижней четверти щита три голубые стилизованные волны. На средней волне девиз «Прионежье» золотом.

## Достопримечательности
На территории района сохранилось более 100 памятников историко-культурного наследия, в том числе 34 стоянки первобытных людей.

## Средства массовой информации
Районная газета — «Прионежье». Выходит с июня 1935 года.

## Интересные факты
В районе Прионежья фольклорист А. Ф. Гильфердинг записал часть русских былин, которые составили книгу «Онежские былины (Русский Север)»

## Известные уроженцы и жители
- Лисицына, Анна Михайловна (1922—1942) — Герой Советского Союза, родилась в деревне Житноручей.
- Перхин, Михаил Евлампиевич (1860—1903) — ювелир, ведущий мастер фирмы «Фаберже»

В районе работали Герои Социалистического Труда — Задесенец И. Ф., Мякяряйнен Н. А., Осташков Ю. А.